# Viby (Kerteminde Kommune)
 For alternative betydninger, se Viby. (Se også artikler, som begynder med Viby)
Viby er en lille landsby på Hindsholm, nord for Kerteminde på det østlige Fyn. Landsbymiljøet med de gamle gårde er stort set bevaret, som det så ud før de store landboreformer for 200 år siden. I Viby er gårdene placeret langs den slyngede bygade.
 
Den oprindelige del af Viby Kirke er opført 1340 af munkesten på dobbeltsokkel af granit i den romanske periode og består af romansk skib med gotisk midtparti og sengotisk langhuskor samt vestparti, våbenhus og gravkapel i syd. Kirken er indvendig smykket med kalkmalerier.
Den fredede Viby Mølle umiddelbart vest for landsbyen, blev opført i 1852 som erstatning for en stubmølle. 1870 brændte møllen og i 1873 blev den nye hollandske vindmølle taget i brug. Viby Mølle gennemgår 2019-2021 på grund af trænedbrud forårsaget af anvendelsen af trykimprægnering og jern ved restauringen i 1988, en større restaurering, men er juni-september åben for besøgende på søndage mellem kl. 13 og 16.
- Viby Mølle
- Den tidligere møllegård set fra Møllebakken